# Urbandub
Urbandub é uma banda de hard rock da cidade de Cebu, Filipinas. Desde a sua criação em 2000, o line-up da banda consiste em Gabby Alipe (vocais, guitarra), John Dinopol (guitarra, vocais) e Lalay Lim (baixo e vocais). O baterista JanJan Mendoza está na banda desde 2003.
É a primeira banda independente das Filipinas a lançar álbuns em todo o país com o apoio de uma grande gravadora. O rótulo também contou com Urbandub em uma compilação de rock Pinoy intitulado "VOLUME FULL", com um remake de Sade's, "No Ordinary Love". A banda recebeu recentemente a atenção de fãs em todo o sudeste da Ásia com uma visita recente em Cingapura.

## Integrantes
- Gabby Alipe - vocal, guitarra
- John Dinopol - guitarra, backing vocal
- Lalay Lim-Geronimo - baixo, backing vocal
- JanJan Mendoza - bateria

## Álbuns

### Birth (2001)
O primeiro álbum intitulado "Birth" sofreu problemas de distribuição, devido a falta de apoio de grandes gravadoras. No final do ano, o seu primeiro single "Come" foi lançado e acompanhado com um vídeo musical financiado pela produtora Sonic Boom. Os seguintes singles do álbum incluía "Boy", "Give", e "Would You Go". Apesar de apenas um modesto sucesso na época, o álbum conseguiu ganhar a banda algum grau de notoriedade dentro de Cebu City. "Birth" é cru e pesado, com influências óbvias de Deftones e outras bandas de rock experimental. Embora a qualidade da produção do álbum tenha sido algo difícil, ele emergiu como um sucessor para o cenário que dominou a música independente em meados de 1990.

### Influence (2003)
Com o lançamento de seu segundo álbum, o "Influence" (Lighter Records), Urbandub assumiu uma nova forma, mudando seu som com um novo baterista (De Jed Honrado para Jerros Dolino). Jerros continuou a gravar faixas com a banda, mas deixou em meados de 2003, quando decidiu sair por motivos ainda não revelados. A banda então recrutou JanJan Mendoza. Era o som neste álbum que definiu claramente as etapas que Urbandub iria começar a tomar. "Influence" inclui singles lançados por rádio, como "Gone" e a sua mais famosa versão, "Soul Searching", que ganhou o prêmio de "Melhor Canção do Ano" no NU107 Rock Awards 2003. O álbum também ganhou o prêmio de "Melhor Álbum do Ano" no NU107 Rock Awards 2004. Urbandub lançou ainda um single intitulado "A New Tattoo", dedicando a canção para o ex-amigo da banda, Juan Paulo Hidalgo.
Durante este tempo, membros da banda se envolveram com brigas de gangues de rua em Cebu, tendo o guitarrista John Dinopol baleado por acidente. Apesar de não ficar em estado crítico, seu braço esquerdo foi ferido e teve que se ausentar da banda em recuperação por alguns meses. Em meio ao dilema, Urbandub alistou os guitarristas Russell Manaloto e Mong Alcaraz para preencher a vaga de John, que ainda pertencia a banda. John se recuperou em menos de um ano e até chegou a filmar o vídeo clipe da música "A New Tattoo" e a tocar ao vivo com hastes metálicas em seu braço.

### Embrace (2005)
Com o lançamento do álbum intitulado "Embrace", o Urbandub provou que existe esperanças para o artista seguir lutando. Com a ajuda de sua comunidade e do barulho que a banda criou, foram capazes de capturar a atenção do EMI Music Filipinas (atual PolyEast Records). De acordo com os seus ideais, o EMI permitiu-lhes a liberdade criativa para gravar seu álbum na sua terra natal em Cebu. Adicionado a isso, eles têm sido capazes de manter seus princípios independentes ao tomar passos importantes para a cena que atrai seus fãs. Singles como "Alert The Armory", "Frailty", "Endless, A Silent Whisper" e o hino pop "First of Summer" inclusos a partir do terceiro álbum de Embrace, se tornaram algumas das músicas mais tocadas na rádio local. Servindo de hospedeiro habitual da banda de metáforas poéticas através de riffs de guitarras e gritos únicos.

### Under Southern Lights(2007)
Depois de mais de 10 mil álbuns vendidos, milhares de quilômetros percorridos em todo o país e alguns altos vertiginosos e baixos, um Urbandub energizado voltou com "Under Southern Lights" em 2007.
"Experimentamos muito neste álbum. Nós também tentamos escrever músicas longe do gênero específico que nossos fãs estão acostumados a ouvir de nós. Neste álbum nós nos desafiamos musicalmente em termos de criatividade com os riffs, batidas e melodias", diz Alipe. "Os álbuns anteriores, nós trabalhamos com uma fórmula, escrevendo canções dentro de nossa zona de conforto musical, mas este álbum nós tentamos inovar um pouco." conclui.
Under Southern Lights, possui 10 faixas de nova abordagem da Urbandub que marca o brilho de uma nova canção de rock melodioso e de composição diversificada. "Nós nos reservamos em Cebu por 2 meses apenas para se concentrar na escrita. Em seguida, voltei para Manila, fiz alguma sintonia fina com as músicas antes de gravá-las", relata Alipe.
Questionado sobre o título do álbum, "O nome é a nossa homenagem a cidade de Cebu de onde viemos e para onde nós fizemos a maior parte das letras do álbum. É também uma metáfora para as nossas famílias em Cebu, sendo que eles são a nossa inspiração e luz guia", disse Alipe.

### The Apparition(2009)
Em 2009, após o término de seu contrato com a EMI, Urbandub assina com uma nova gravadora a MCA MUSIC e lança seu quinto álbum, mais experimental, intitulado "The Apparition".
A escrita ocorreu novamente em Cebu, a casa da banda, chegando a alugar uma casa para as montanhas e transformá-la em um estúdio por 2 meses. Após isso, a banda voltou para Manila para gravar novamente em faixas de estúdio com o produtor Angee Rozul. As primeiras impressões do álbum incluiu um cover da música do Depeche Mode "Home", que, juntamente com "No Ordinary Love", exprime o gosto eclético da banda. O primeiro single do álbum foi a música "Gravity", uma canção que carrega riffs pesados da banda equilibrando melodias e harmonias que são raramente encontradas na música filipina. 

### Esoteric (2013)
Após uma pausa de quatro anos sem produzir álbuns de estúdio, pausa que rendeu um filho a Alipe e o casamento de Lalay Lim, a banda lança "Esoteric", contendo dez faixas. Esoteric é um álbum curto, mas o que falta em tamanho, sobra em qualidade. Urbandub continua melhor a cada nova versão. Uma apurada musicalidade da banda e seu foco na dinâmica continuam sendo os principais pontos de venda. A banda que se mantém unida tem ainda o esforço espontâneo e orgânico para que as suas canções surjam naturalmente, o guitarrista John Dinopol revela "a maneira que nós escrevemos as músicas foi mais um improviso."
O esforço anterior "The Apparition" seria o melhor registro da banda até então, mas isso antes de "Esoteric", álbum considerado mais sólido de todos os treze anos de Urbandub. O álbum leva o single "Never Will I Forget", marcando presença com boas canções como "Stars Have Aligned" e "Dim the Headlights".